# Roger Mudd
Roger Harrison Mudd (Washington D. C., 9 de febrero de 1928 - McLean, Virginia, 9 de marzo de 2021)
fue un periodista de radio y televisión estadounidense. que fue corresponsal y presentador de CBS News y NBC News. También trabajó como presentador principal de The History Channel. Anteriormente, Mudd fue el presentador suplente de fin de semana y de lunes a viernes de CBS Evening News, copresentador de NBC Nightly News de lunes a viernes y presentador de los programas NBC-TV Meet the Press y American Almanac TV. Mudd recibió el premio Peabody, el premio Joan Shorenstein por reportaje distinguido de Washington y cinco premios Emmy.

## Biografía
Mudd fue el presentador suplente de fin de semana y de día de la semana de CBS Evening News, el copresentador de NBC Nightly News, y el presentador de NBC-TV Meet the Press, y de los programas de televisión American Almanac.
Mudd es el ganador del Premio Peabody, el Premio Joan Shorenstein para el reportaje distinguido de Washington y cinco Premios Emmy.
Falleció un mes después de haber cumplido los 93 años a causa de una insuficiencia renal.

## Noticias de la OMCP
A fines de la década de 1950, Mudd se mudó a Washington D. C., para convertirse en reportero de WTOP News, la división de noticias de las estaciones de radio y televisión propiedad de Washington Post-Newsweek. Aunque WTOP News era un departamento de noticias local, también cubría historias nacionales. Al principio, Mudd hizo el noticiero de las 6:00 a. m. para WTOP e hizo segmentos de noticias locales en el programa de televisión local Potomac Panorama.
Durante el otoño de 1956, Mudd presentó el primer noticiero que escribió, el de las 6:00 p. m. de WTOP. noticiero, que incluía un comentario semanal, todo sin "las limitaciones del vocabulario del servicio de cable". Mudd produjo un documental de televisión de media hora en el verano de 1957 defendiendo la necesidad de un tercer aeropuerto en el área metropolitana de Baltimore-Washington.
En septiembre de ese año, Mudd realizó su primera entrevista en vivo en un estudio de televisión. La entrevista fue con Dorothy Counts, una adolescente negra que había sufrido acoso racial en su escuela secundaria, por lo demás exclusivamente para blancos, en Charlotte, Carolina del Norte. Luego, en marzo de 1959, WTOP reemplazó a Don Richards con Mudd para su programa de las 11 p. m. noticiero.